# The Flames of Chance
Pour plus de détails, voir Fiche technique et Distribution.
The Flames of Chance est un film américain réalisé par Raymond Wells, sorti en 1918.

## Synopsis
Jeannette Gontreau est sténographe dans une agence de publicité dirigée par Frederick Armstrong. Via la Croix-Rouge, elle devient marraine de guerre de trois militaires prisonniers en Allemagne. Elle leur envoie des lettres et des petits cadeaux, mais comme elle craint de ne pas être prise au sérieux elle se fait passer pour une vieille dame. Un jour, Harry Ledyard, un de ses filleuls, lui annonce qu'il a été libéré, qu'il arrive à New York et qu'il voudrait la rencontrer. Elle se grime alors et porte une perruque pour se vieillir avant de le voir. Au fur et à mesure de leurs rencontres, elle tombe amoureuse de lui. Dans le même temps, elle continue à écrire aux deux autres. Mais une de ses lettres s'avère être porteuse de messages codés à destinations des Allemands. Elle est soupçonnée, mais en fait les services secrets découvrent que c'est son patron qui était en fait l'espion. Disculpée, elle avoue à Harry son subterfuge et ils se marient.

## Fiche technique
- Titre original : The Flames of Chance
- Réalisation : Raymond Wells
- Scénario : Harvey Gates et Elizabeth Haas, d'après la nouvelle The Godson of Jeanette Gontreau de Francis William Sullivan
- Photographie : Pliny Horne
- Société de production : Triangle Film Corporation
- Société de distribution : Triangle Distributing Corporation
- Pays d'origine :  États-Unis
- Langue originale : anglais
- Format : noir et blanc — 35 mm — 1,37:1 — Film muet
- Genre : Comédie dramatique
- Durée : 50 minutes (5 bobines)
- Dates de sortie :  États-Unis : 20 janvier 1918
- Licence : Domaine public

## Distribution
- Margery Wilson : Jeanette Gontreau
- Jack Mulhall : Harry Ledyard
- Anna Dodge : Mrs. Ribbits
- Wilbur Higby : Frederick Armstrong
- Percy Challenger : le vieil acteur
- Ben Lewis : John Finch
- Gino Corrado : Anatole
- Lee Phelps : Paul